# Sylvester Wackerle
Sylvester Wackerle (Garmisch-Partenkirchen, 19 de enero de 1908-Garmisch-Partenkirchen, 3 de marzo de 1978) fue un deportista alemán que compitió para la RFA en bobsleigh en la modalidad cuádruple. Ganó dos medallas en el Campeonato Mundial de Bobsleigh, bronce en 1953 y plata en 1954.

## Palmarés internacional
| Campeonato Mundial | Campeonato Mundial           | Campeonato Mundial | Campeonato Mundial |
| Año                | Lugar                        | Medalla            | Prueba             |
| ------------------ | ---------------------------- | ------------------ | ------------------ |
| 1953               | Garmisch-Partenkirchen (RFA) | Medalla de bronce  | Cuádruple          |
| 1954               | Cortina d'Ampezzo (Italia)   | Medalla de plata   | Cuádruple          |